# Тарзан и золотой лев
«Тарзан и золотой лев» (англ. Tarzan and the Golden Lion) — приключенческий роман американского писателя Эдгара Райса Берроуза, девятый в серии книг о Тарзане . Впервые опубликован в семи частях в выпусках журнала Argosy All-Story Weekly, начиная с декабря 1922 года. В виде книги вышел в издательстве A. C. McClurg & Co. 24 марта 1923 года.

## Сюжет
История начинается, когда семья Клейтон: Тарзана, Джейн Портер и их сын Корака — возвращающихся из приключений, описанных в предыдущем романе, «Тарзан Ужасный». По пути они находят осиротевшего львёнка, которого Тарзан доставляет в качестве домашнего питомца и тренирует.
Флора Хоукс, предыдущая домработница Клейтонов, подслушала разговор об обнаружении Тарзаном сокровищ в затерянном городе Опар (романы «Возвращение в джунгли», 1913; «Тарзан и сокровища Опара», 1916) и сумела скопировать ведущую к ним карту. Она придумала план собрать экспедицию за золотом. В качестве меры предосторожности, чтобы не вызывать вопросов местных жителей, она нашла двойника Тарзана по имени Эстебан Миранда.
Прошло два года с тех пор, как семья Клейтон подобрала львёнка, что примерно соответствует 1935 году и 47-летию Тарзана. Из-за его поддержки военных усилий союзников, богатства Грейстока иссякли, и пришло время вернуться в Опар для пополнения финансовых средств.
Тарзан столкнулся с группой Хоукс, был одурманен и оказался в руках жителей Опара. Королева Ла, у которой случился конфликт с первосвященником, чувствует, что терять ей нечего и решает сбежать с Тарзаном по единственному неохраняемому пути — дороге в легендарную алмазную долину, из которой никто никогда не возвращался. Там Тарзан находит расу людей, в интеллекте едва превосходящих животных и порабощенные расой разумных горилл. С помощью золотого льва Джад-бал-джа Тарзан использует туземцев, чтобы вернуть Ла к власти. Перед отъездом он принимает мешок с бриллиантами в качестве вознаграждения.
Тем временем, Эстебан Миранда убеждает группу Тарзана отнять золото у группы Хоукс, пока большая её часть ушла охотиться. Затем Миранда закапывает золото, чтобы забрать позднее. Настоящий Тарзан в конце концов сталкивается с самозванцем, но тому удаётся украсть мешок с алмазами. Джад-Бал-джа преследует грабителя, но тот прыгает в реку. Позже Миранду схватит и навеки посадит под замок местное племя. Тарзан теряет алмазы, но находит золото и возвращается с ним домой.

## Экранизации
Экранизация романа под тем же названием вышла в прокат в 1927 году.

## Комиксы
Gold Key Comics превратила роман в книгу комиксов в 1969 году: история выходила с апреля по май в номерах Tarzan № 172—173. Текст написал Гейлорда Дюбуа, рисунки выполнил Русс Мэннинга.
«Тарзан и золотой лев» стал основой для эпизода мультсериала «Тарзан, Повелитель джунглей» компании Filmation. В мультфильме разумные гориллы были изображены как раса людей-горилл, получивших название «болмангани». Тарзан сражался с ними, чтобы освободить народ обезьян и несколько других животных.